# Atlantogenata
Atlantogenata är en föreslagen överordning av moderkaksdjur som omfattar den brokiga ordningen Afrotheria (med bland annat elefanter, klippgrävlingar och sirendjur) och Xenarthra, trögdjuren, samt den utdöda djurgruppen Meridiungulata (som tidigare räknades till Laurasiatheria).
Enligt andra studier skilde sig trögdjuren först från de ursprungliga högre däggdjuren. Överordningen Afrotheria utgör enligt dessa avhandlingar systergruppen till alla andra moderkaksdäggdjur som sammanfattas i ett taxon med namnet Boreoeutheria.